# Arie W. Kruglanski
Arie W. Kruglanski (* 1939) je sociální psycholog a autor konceptu potřeba kognitivního uzavření. Je současně profesorem na University of Maryland.

## Profesní zaměření
Doktorát (Ph.D.) získal z psychologie na University of California v Los Angeles v roce 1968. Věnuje se výzkumu zejména v oblasti potřeby uzavření a je spoluautrem škály Need for Closure Scale. Aplikace této teorie se objevují v řadě oblastí, jako třeba zákaznické chování či politologického výzkumu.
Kruglanski spolupracoval s E. Tory Higginsem na teorii regulačních způsobů chování.
Kruglanski je také členem redakční rady časopisu Psychological Review a je výzkumníkem v Národním centru pro studium terorismu a odpovědi na terorismu na University of Maryland.

## Získaná ocenění
- 2007 - Society for Experimental Social Psychology: Distinguished Scientist Award[6]
- 1998 - Society for Personality and Social Psychology: Donald T. Campbell Award[7]

## Publikace

### Monografie
- Victoroff, J., & Kruglanski, A. W. (Eds.) (2009). Psychology of terrorism. New York: Psychology Press.
- Kruglanski, A. W. (2004). The psychology of closed mindedness. New York: Psychology Press.
- Kruglanski, A. W., & Higgins, E .T. (Eds.). (2003). Social psychology: A general reader. Philadelphia, PA: Psychology Press.
- Higgins, E. T., & Kruglanski, A. W. (Eds.). (2000). Motivational science: Social and personality perspectives. Philadelphia, PA: Psychology Press.
- Higgins, E. T., & Kruglanski, A. W. (Eds.). (1996). Social psychology: Handbook of basic principles. New York: Guilford Press.
- Kruglanski, A. W. (1989). Lay epistemics and human knowledge: Cognitive and motivational bases. New York: Springer

### Časopisecké články
- Kruglanski, A. W., Pierro, A., & Sheveland, A. (2011). How many roads lead to Rome? Equifinality set-size and commitment to goals and means. European Journal of Social Psychology, 41, 344-352.
- Kruglanski, A. W., & Gigerenzer, G. (2011). Intuitive and deliberative judgments are based on common principles. Psychological Review, 118, 97-109.
- Kruglanski, A.W., & Fishman, S. (2009). The psychology of terrorism: Syndrome versus tool perspectives. Journal of Terrorism and Political Violence, 18, 193-215.
- Jost, J. T., Glaser, J., Kruglanski, A W., & Sulloway, F. J. (2003). Political conservatism as motivated social cognition. Psychological Bulletin, 129, 339-375.
- Kruglanski, A. W., Shah, J. Y., Fishbach, A., Friedman, R., Chun, W. Y., & Sleeth-Keppler, D. (2002). A theory of goal-systems. In M. P. Zanna (Ed.), Advances in Experimental Social Psychology, Vol 34, pp. 331–378. New York: Academic Press.
- Kruglanski, A. W., Thompson, E. P., Higgins, E. T., Atash, M. N., Pierro, A., Shah, J. Y., & Spiegel, S. (2000). To do the right thing! or to just do it!: Locomotion and assessment as distinct self-regulatory imperatives. Journal of Personality and Social Psychology, 79, 793-815.
- Webster, Donna M.; Arie W. Kruglanski (1997). Cognitive and Social Consequences of the Need for Cognitive Closure. European Review of Social Psychology 18: 133–173.
- Kruglanski, A. W., & Webster, D. M. (1996). Motivated closing of the mind: "Seizing" and "freezing". Psychological Review, 103, 263-283.
- Webster, D. M., & Kruglanski, A. W. (1994). Individual differences in need for cognitive closure. Journal of Personality and Social Psychology, 67, 1049-1062.